# بری لیتل
بری لیتل (انگلیسی: Barry Little; ۲۵ اوت ۱۹۶۴ – ۱۸ سپتامبر ۱۹۹۴) بازیکن فوتبال اهل بریتانیا بود.
از باشگاه‌هایی که در آن بازی کرده‌است می‌توان به باشگاه فوتبال بارنت، باشگاه فوتبال چارلتون اتلتیک، و باشگاه فوتبال دوور اتلتیک اشاره کرد.